# Маевский, Пётр Феликсович
Пётр Феликсович Маевский (1851—1892) — русский ботаник, систематик и флорист. Автор нескольких флористических определителей, из которых наиболее широкое признание получило опубликованное в 1892 году учебное пособие для высших учебных заведений «Флора Средней России».

## Биография
Родился 14 (26) июня 1851 года в Новгороде в семье Феликса Иосифовича Маевского, в чине капитана командовавшего эскадроном корпуса жандармов Николаевской железной дороги; мать, Елена Никитична, урождённая Иполитова. Был крещён 19 июня в Феодоростратилатовской церкви. В семье было шестеро детей (двое — близнецы).
Пётр Маевский окончил в 1870 году с золотой медалью 2-ю Московскую гимназию и в 1874 году со степенью кандидата естественное отделение физико-математического факультета Московского университета. Был оставлен при университете на два года для усовершенствования и сдал магистерский экзамен. Некоторое время работал в Бонне у Ганштейна. Из-за отсутствия финансирования просьба ректора Московского университета об оставлении Маевского ещё на один год не была удовлетворена и он  стал преподавать в средних учебных заведениях: историю и ботанику — в Мариинском женском училище, на Московских женских курсах, в Ново-Александрийском сельскохозяйственном институте; также, товароведение (на естественнонаучной основе) — в Московской практической академии коммерческих наук.
Сразу после завершения обучения Маевский опубликовал две работы по анатомии и морфология растений — «О строении тыквенного плода» и «О чешуйках на листьях бегонии». Тема магистерской диссертации — «Строение махровых цветков» (в извлечении сообщено на съезде естествоиспытателей в Санкт-Петербурге в 1879 году).
По причине слабого здоровья он не мог преподавать, читать лекции (Пётр Феликсович был горбат, страдал перебоями сердца и одышкой, быстро утомлялся при движении или волнении), в то же время кабинетная работа была ему по силам. В большей степени Маевский занимался систематикой растений. Результатами изучения им флоры Средней России стали научно-популярные определители, получившие широкое признание: в 1886 году была опубликована «Весенняя флора Средней России», в 1887 году — «Осенняя флора Средней России» и «Полевые травы Средней России». Затем вышли ещё две работы Маевского — «Ключ к определению древесных растений по листве» и «Определитель злаков Средней России». Он редактировал также второе издание «Флоры Московской губернии» Николая Николаевича Кауфмана (1834—1870), вышедшее в 1869 году.
С начала 1890-х годов до кончины жил по адресу: Трубниковский переулок, 17.
Был домашним учителем естествознания у братьев Сабашниковых — Михаила Васильевича и Сергея Васильевича, основавших в 1891 году собственное издательство, ставшее со временем знаменитым (с 1897 года оно называлось Издательство М. и С. Сабашниковых). Первой книгой, выпущенной братьями, стала книга Маевского «Злаки Средней России: Иллюстрированное руководство к определению среднерусских злаков» (последней книгой, выпущенной в этом издательстве, также была книга Маевского — выпущенное в 1934 году очередное переиздание «Весенней флоры Средней России»).

## «Флора Средней России»

Обложка 10-го издания книги «Флора Средней России» (2006)

В 1892 году книгоиздателями братьями Сабашниковыми была опубликована «Флора Средней России» (для работы над этой книгой они выделили Маевскому флигель в своём подмосковном имении Костино). «Тот короткий срок, в течение которого разошлось первое издание книги, уже сам собою свидетельствует, насколько её составление было своевременным и соответствовало потребностям общества», — писал редактор в предисловии ко второму изданию, вышедшему в 1895 году. Позже в своих мемуарах Михаил Сабашников отмечал, что свой труд Пётр Феликсович выполнил безукоризненно, а последующие неудачные определители других авторов только подняли репутацию определителя Маевского.
Всего «Флора Средней России» выдержала 11 изданий; 10-е издание вышло в свет в 2006 году и было посвящено 250-летию Московского государственного университета, 11-е издание вышло в 2014 году и было посвящено 300-летию Ботанического института имени В. Л. Комарова РАН. Издания с шестого по девятое выходили под названием «Флора средней полосы европейской части СССР», 10-е и 11-е издания — под названием «Флора средней полосы европейской части России». В редактировании различных изданий этой книги принимали участие многие известные ботаники: Комаров В. Л., Коржинский С. И., Литвинов Д. И., Тихомиров В. Н., Федченко Б. А., Шишкин Б. К., Цвелёв Н. Н.

«Нет надобности быть специалистом, чтобы с успехом и пользою заниматься исследованием отечественной флоры… К сожалению… в большинстве случаев любитель… с самого начала теряется в куче ошибок, противоречий, затруднений и не находит… даже удовлетворительной книжки… С другой стороны, хороших руководств по местным флорам и быть не может, пока при помощи того же любительского труда не будет собран необходимый для этого фактический материал». Привожу эти слова из предисловия к «Сборнику сведений о флоре Средней России» [книги В. Я. Цингера], так как ими хорошо поясняются мотивы, побудившие меня составить предлагаемое руководство… В ряду многих причин, препятствующих изучению русской флоры любителями природы, на видном месте следует поставить поразительную бедность русской учебной литературы руководствами для определения растений… Материал, тщательно обработанный и представленный в «Сборнике сведений», позволяет сделать первый шаг по составлению руководства для определения среднерусских растений. Таким шагом является предлагаемая «Флора».— Из предисловия автора к первому изданию, 1892 г.
Интересно, что Александр Васильевич Цингер — сын автора «Сборника сведений о флоре Средней России» Василия Яковлевича Цингера — в работе над прославившей его «Занимательной ботаникой» активно пользовался как раз «Флорой Средней России» Маевского.

Книга Маевского является одним из лучших определителей и совершенно необходима для преподавания ботаники в вузах и втузах Москвы, Ленинграда, Казани, Ярославля, Костромы, Горького, Калинина, Воронежа, Смоленска…— Академик В. Л. Комаров. Из предисловия к седьмому изданию (1940 г.)
Как умно построен арбуз
Пётр Феликсович Маевский скончался 14 (26) апреля 1892 года, буквально через месяц после выхода в свет первого издания его «Флоры Средней России». На смерть П. Ф. Маевского откликнулся К. А. Тимирязев, посвятив ему страницы в «Русской мысли» (1892, июнь).
Незадолго до своей смерти Пётр Феликсович писал в одном из писем: «Ужасно хоронить в себе свои знания. Я, по крайней мере, хотел бы о своих трещать сорокою. Ну разве не больно сознавать, что я лишь один в мире знаю, как красиво, умно построен арбуз». Был похоронен на Лазаревском кладбище.